# Travaříkovití
Travaříkovití (Crambidae, Latreille, 1810) je čeleď motýlů z nadčeledi Pyraloidea. Je známo asi 11 700 druhů travaříkovitých, většina z nich žije v tropech. V ČR žije asi 50 druhů. Vyskytují se hojně na loukách a pastvinách od nížin do hor.